# Platos rotos
Platos rotos és una comèdia de situació de 13 episodis de mitja hora de durada, estrenada per Televisió espanyola el 2 d'octubre de 1985. Va ser emesa la nit dels dimecres.

## Argument
Carmen és una dona de mitjana edat independent i decidida que ha d'afrontar una nova etapa en la seva vida després de ser abandonada pel seu marit. Haurà de tirar endavant a la seva mare Julia i la seva filla Mariel així com el restaurant que regentava amb el seu espòs. Per a això comptarà amb l'ajuda de la seva ingènua veïna Loli.

## Repartiment
- María José Alfonso… Carmen
- Verónica Forqué… Loli
- Luisa Sala… Julia
- Yolanda Ventura… Mariel
- Félix Rotaeta… Rodrigo
- Ángel de Andrés López… David
- Vicente Parra… Germán
- Francisco Cecilio… Nando
- Jesús Bonilla… Fermín

## Premis
- Fotogramas de Plata 1985
  - Verónica Forqué. Millor intèrpret de televisió.
  - María José Alfonso. Nominada

## Episodis
- Las cuatro caras de Eva. 2 d'octubre de 1985
  - Carmen Balagué
  - Julia Caballero
  - Benito Planell
  - Julio Riscal

- Adivina quien duerme esta noche. 9 d'octubre de 1985
  - Andrés Bayonas

- Alguien voló sobre el nido del colibrí. 16 d'octubre de 1985
  - Margarita Calahorra
  - Estanis González
  - Jesús Puente
  - Santiago Ramos

- La noche que vivimos peligrosamente. 23 d'octubre de 1985
  - Rafael Conesa
  - Luis Rico
  - César Diéguez
  - Susi Sánchez
  - Rafael Álvarez "El Brujo"

- Julia de los espíritus. 30 d'octubre de 1985
  - Chus Lampreave
  - Pastor Serrador

- La tentación duerme al lado. 3 de novembre de 1985
  - Margarita Calahorra
  - José Lara

- La mala sombra de una duda. 6 de novembre de 1985
  - Luis Lorenzo
  - Jesús Puente
  - Santiago Ramos

- Que el cielo nos juzgue. 27 de novembre de 1985
  - Marta Sánchez de Pazos

- Sábado, maldito sábado. 25 de desembre de 1985
  - Jesús Puente
  - Aurora Redondo
  - Pastor Serrador

- Con los ojos abiertos. 8 de gener de 1986
  - Marta Fernández Muro

- Despacio, despacio. 15 de gener de 1986
  - Estanis González